# Magyar–Lengyel Könyvtár
A Magyar–Lengyel Könyvtár (Bibliotheca Hungaro–Polonica) tudományos és kulturális ismeretterjesztő könyvsorozat volt a második világháború előtti években a lengyel-magyar kapcsolatok építése céljával. A sorozat egyes darabjai történelmi személyekről (Józef Piłsudski, Báthory István), uralkodóházakról (Anjouk, Jagellók), költőkről (Mickiewicz, Paderewski, Sienkiewicz), továbbá Lengyelország kultúrájáról szóltak.

## Története
A könyvsorozat első kötete 1929-ben jelent meg. A sorozat gondozását 1935-től a Magyar Mickiewicz Társaság végezte, ami csaknem 1944-ig, a Társaság működésének felfüggesztéséig tartott. Ekkor a szerzők és a kiadó munkatársai közül többeket letartóztattak, Bajcsy-Zsilinszky Endre, Palóczi Edgár és Kertész János mártíromságot szenvedett.
A sorozat első kötetét Palóczi, a Magyar Mickiewicz Társaság főtitkára jegyezte. Művét az 1848-1849-es szabadságharc mártírjáról, a huszonnégy évesen kivégzett Mieczysław Woroniecki hercegről írta. Több kötetet jegyzet a Társaság másik vezetője, Kertész János bibliográfus, valamint a Társaság egy korábbi vezetőjének, Nyáry Albertnek a fia, Nyáry Pál.
1945 végén számos lengyel témájú könyvet is betiltott a fasiszta szellemű és szovjetellenes sajtótermékek megsemmisítéséről szóló 530/1945. M.E. számú rendelet, de a Magyar–Lengyel Könyvtárban megjelent mű nem volt 1945-ben Magyarországon betiltott könyvek között. Nyáry Pálnak és Olay Ferencnek azonban voltak betiltott más művei a jogszabályhoz csatolt listában.
2018-ban az MTA BTK Történettudományi Intézet és a magyarországi Bem József Kulturális Egyesület újraindította a sorozatot. Az első kötet címe: Magyarok és lengyelek a 19. században – Egy 1944-ben betiltott könyv. A csaknem 75 éves kézirat akkori szerkesztői Bevilaqua-Borsodi Béla és Tábori Kornél voltak.

## Magyar-Lengyel Könyvtár
A Magyar–Lengyel Könyvtár megjelent kötetei:
- Palóczi Edgár: Woroniecki Korybut Mieczyslaw herceg. Bp., 1929. (a poznańi lengyel jubileumi kiállítás nagy díszoklevéllel tüntette ki)
- Kertész János: Hungária et Polonia. Magyar-lengyel kapcsolatok bibliográfiája. Bp., 1934.
- Lipcsei Steiner Mihály - Nemes Erdeős László: Piłsudski József. Bp., 1935.
- Palóczi Edgár: Lengyel királyok Magyarországon. Bp., 1935.
- Olay Ferenc: A lengyel-magyar kulturális egyezmény és a két nemzet barátsága. Bp., 1935.
- Kertész János: Lengyelország és az Andrássyak. Bp., 1936.
- Veress Endre: Báthory István király. Bp., 1937.
- Kertész János: Horthy Miklós kormányzó lengyelországi útja. Bp., 1938.
- Julian Tuwim: Hetedik ősz. Ford.: Bardócz Árpád. Bp., 1938.
- Kertész János: Lengyelország a magyar sajtóban. Bibliográfia. Bp., 1938.
- Nyáry Pál: Lengyelország és az Anjouk. Bp., 1938.
- Nyáry Pál: A lengyel festészet. Bp., 1943.
- Kertész János: Mickiewicz, Paderewski, Sienkiewicz. Bp., 1943.

Előkészületben volt:
- Nemes Erdeős László: A lengyel légiók Magyarországon 1848/49-ben.
- Veress Endre: A mecénás Báthory István király.
- Palóczi Edgár: Mickiewicz Ádám élete és munkái.
- Galánthay Glock Tivadar: Szent Kinga.

Tervbe volt véve:
- Jaroszewska Bolesława: Jagiellonka na tronie węgierskim.
- Palóczi Lipót: Zur Ethnographie Polens. Lengyelország néprajzához (1871).
- Lengyel vonatkozású emlékművek Magyarországon.
- Lengyel hőseink az 1848/49-i szabadságharcban.
- A lengyel barátság a magyar költészetben.
- Lengyel nemes családok Magyarországon.
- Magyarok Danckában.